# God of War (computerspel uit 2018)
God of War is een action-adventure ontwikkeld door SIE Santa Monica Studio. Het spel wordt uitgegeven door Sony Interactive Entertainment en kwam op 20 april 2018 uit voor de PlayStation 4. Het is het achtste spel in de God of War-serie.
God of War verkocht in de eerste drie dagen 3,1 miljoen exemplaren, waarmee het de snelst verkochte PlayStation 4-exclusive ooit is.

## Spel
God of War is, in tegenstelling tot voorgaande titels die zijn gebaseerd op de Griekse mythologie, gebaseerd op Noordse mythologie. Het spel speelt zich grotendeels af in het oude Noorwegen in het koninkrijk Midgard, het rijk van de mensen. Eveneens nieuw in het spel is de aanwezigheid van twee protagonisten: Kratos, en zijn jonge zoon Atreus.
Na de dood van hun vrouw en moeder, moet het duo een reis afleggen om haar laatste wens in vervulling te laten gaan. Haar as moet worden uitgestrooid op de hoogste piek van de negen rijken. Onderweg komen Kratos en Atreus verschillende monsters uit de Noordse mythologie tegen.

## Gameplay
Het spel wordt vanuit een 'over-de-schouder'-gezichtsveld gespeeld, en gepresenteerd als een continue doorlopend spel zonder onderbrekingen, videofragmenten of laadschermen. De spelwereld is open.
De speler bestuurt Kratos die middels combo's vijanden moet verslaan. Het spel bevat daarbij ook enkele puzzelelementen om verder te komen. De gameplay verschilt met die van vorige titels. Zo gebruikt Kratos niet langer zijn messen met dubbele ketting (Blades of Chaos), maar heeft hij nu een magische strijdbijl (Leviathan Axe). De bijl kan worden gegooid naar vijanden en keert dan terug naar zijn hand, vergelijkbaar met Mjölnir, de krijgshamer van Thor. Kratos heeft ook het Wachterschild (Guardian Shield) als nieuw wapen. Het kan worden opgevouwen aan zijn linkerarm, en zowel defensief als offensief worden gebruikt.
In het spel kan de speler Hacksilver verzamelen, een munteenheid waarmee nieuwe voorwerpen gekocht kunnen worden. Ervaringspunten (XP) worden gebruikt om nieuwe gevechtstechnieken te leren. Ook zijn er schatkisten in het spel te vinden met willekeurige voorwerpen.

## Ontvangst
| Recensiescore       | Recensiescore |
| Recensieverzamelaar | Score         |
| ------------------- | ------------- |
| Metacritic          | 94/100        |
| Publicist           | Score         |
| Gamer.nl            | 9/10          |
| InsideGamer         | 9,6/10        |
| Power Unlimited     | 92/100        |
| Tweakers            | 9,0/10        |
| XGN                 | 9.0/10        |

God of War is zeer positief door recensenten beoordeeld. Het spel heeft een gemiddelde score van 94 uit 100 bij recensieverzamelaar Metacritic. Ten tijde van uitgave, was het spel het op twee na hoogst beoordeelde spel voor de PlayStation 4 op Metacritic. God of War won eind 2018 de titel "Spel van het Jaar" tijdens The Game Awards.